# سه جلد
سه جلد فیلمی به کارگردانی مهدی اسماعیلی محصول سال ۱۴۰۰ می‌باشد.

## خلاصه داستان
مینو ناخواسته با خود رازی را حمل می‌کند که تمام زندگی اش را دچار ترس و تردید کرده است، او برای خلاص شدن از این راز، تصمیم سختی می‌گیرد.